# Уявна брехливість
Уявна брехливість — схильність дитини сприймати події не такими, як вони були насправді, а такими, як йому хотілося б. 
При цьому дитина фантазує, ототожнюючи себе з іншими людьми, наприклад, з героями казок. Уявна брехливість часто проявляється у дітей 4-5 років і з віком, як правило, проходить.
Уявну брехливість у дітей слід відрізняти від мотивованої брехливості, що може бути пов'язана з переживанням почуття сорому за свій вчинок, страху перед покаранням, а також з прагненням до самоствердження, коли брехливість спрямована на залучення до себе уваги оточуючих.